# Blagajska ploča
Blagajska ploča je povijesni spomenik Hrvata u Hercegovini. Datira iz 12. stoljeća. Na kamenoj ploči uklesan je tekst na hrvatskoj ćirilici. Jedan je najstarijih srednjovjekovnih natpisa pisanih hrvatskom ćirilicom - bosančicom. Tekst na ploči govori o izgradnji rimokatoličke crkve sv. Kuzme i Damjana u Blagaju na Buni, dovršenoj i posvećenoj 1194. godine. Ploča je bila ugrađena iznad ulaznih vrata u crkvu, ili u samoj crkvi. Jedan je od najstarijih spomenika rane srednjovjekovne pismenosti Hrvata u Hercegovini uz Humačku ploču. Blagajska ploča otkrivena je pedesetih godina 20. stoljeća. Prvi dio otkriven je posve slučajno u grobnici Kate Boras na katoličkom groblju u Blagaju 1955. godine. Povjesničar Ljubomir Stojanović je natpis objavio u znanstvenoj literaturi. Nađeni komad sadržavao je napis gdje stoji da je neki župan zidao crkvu u Podgrađu na svom imanju u vrijeme slavnoga Nemanje. Stojanović nije donio faksimil niti potanko raščlanio vrelo, niti objasnio ktitora ni patrona crkve, niti pokušao definirati mjesto gdje je prvobitno bio fragment s natpisom. Ali, Stojanovićeva je zasluga što su poslije znanstveni djelatnici Zemaljskog muzeja BiH pretražili zemljište oko spomenutoga groba radi pronalaska eventualno drugoga dijela razbijene ploče s natpisom. Na poduzetom probnom iskopavanju na mjestu nalaza ploče, u istom grobu pronašli su dvije ovalno izrađene ploče. Vlasnik groba rekao im je da su ti fragmenti ploče i ploča s natpisom ovamo doneseni iz blagajskoga Podgrađa, s lokaliteta Vrači. Nalaz je pomogao u istraživanju crkve sv. Kuzme i Damjana. Većina manjih nalaza s ovog lokaliteta smještena je u Muzej Hercegovine u Mostaru.
Marko Vego utvrdio je da je svaki red natpisa mogao imati od 30 do 32 slova; uz ostale činjenice ovako je rekonstruirao natpis:
VA IME OCA I SNA I SVETAGO DUHA JA ŽU
PAN MIROSLAV ZIDAH CRKVA SVETAG
O KOZME I DAMIJANA U SVOIH SELIJAH U D
NI VELNEGA ŽUPANA SLAVNAGO NEMANE.
Glavni nalaz Blagajska ploča danas se čuva u Zemaljskom muzeju BiH u Sarajevu.

## Vanjske poveznice
- Blagajska ploča (12. stoljeće) (CIDOM – Centar za informiranje i dokumentaciju Mostara)